# La Primavera (Tumbes)
La Primavera es un caserío peruano ubicado en el distrito de Tumbes, perteneciente a la provincia y el departamento homónimos, al norte del Perú. 

## Ubicación
La Primavera se ubica al noreste de la provincia de Tumbes, en el distrito de Tumbes, en el departamento de Tumbes.

## Demografía
En 2017 La Primavera tenía una población de 140 habitantes.
| Gráfica de evolución demográfica de La Primavera entre 1993 y 2017 |
|                                                                    |
| Fuentes: Población 1993 y 2017                                     |